# Cosmorhoe synthetica
Cosmorhoe synthetica là một loài bướm đêm trong họ Geometridae.